# Tupolev Tu-124
Tupolev Tu-124 (V kódu NATO „Cookpot“) byl sovětský dopravní proudový letoun z konce 50. let 20. století.

## Vývoj
Letadlo Tu-124 vycházelo typově ze svého předchůdce Tu-104 a mělo splnit požadavek Aeroflotu na regionální letoun, který by na vnitrostátních trasách nahradil Iljušin Il-14. Na dálku byl letoun Tu-124 od Tu-104 na první pohled nerozeznatelný, připomínal Tu-104 ve 3/4 velikosti, ale jeho úplná kopie to nebyla. Tu-124 měl řadu vylepšení včetně dvojitých štěrbinových klapek, velkých středových aerodynamických brzd a automatických spoilerů. Na rozdíl od Tu-104 byla odtoková hrana křídla u trupu v oblasti podvozku nešípová.
Tu-124 si ponechal brzdicí padák pro případ nouzového přistání nebo přistání na kluzkém povrchu a měl nízkotlaké pneumatiky pro provoz z nezpevněných letišť. Motory byly jako u Tu-104 namontovány do křídel, ale dvouproudové motory byly úspornější. Umístění motorů zesílilo vibrace, které ovlivnily pohodlí kabiny cestujícího a také životnost křídla.
Základní verze poskytovala 44 míst pro cestující. První ze dvou prototypů, SSSR-45000 (C/N 0350101), provedl svůj první let ze Žukovského letiště v březnu 1960. Druhý prototyp SSSR-45001 (C/N 0350102) následoval v červnu 1960. Další dva posloužily pro statické testy. Testování bylo úspěšné a letadlo vstoupilo do výroby v továrně č. 135 v Charkově na Ukrajině a ve výrobě nahradilo Tu-104. Dodávky Aeroflotu byly zahájeny v srpnu 1962 a 2. října 1962 byl zahájen provoz první pravidelné osobní linky mezi Moskvou a Tallinem v Estonsku.
Několik letounů bylo vyrobeno i pro vojenské účely, další kusy byly k vojenským účelům použity po vyřazení z komerčního civilního provozu.

## Služba

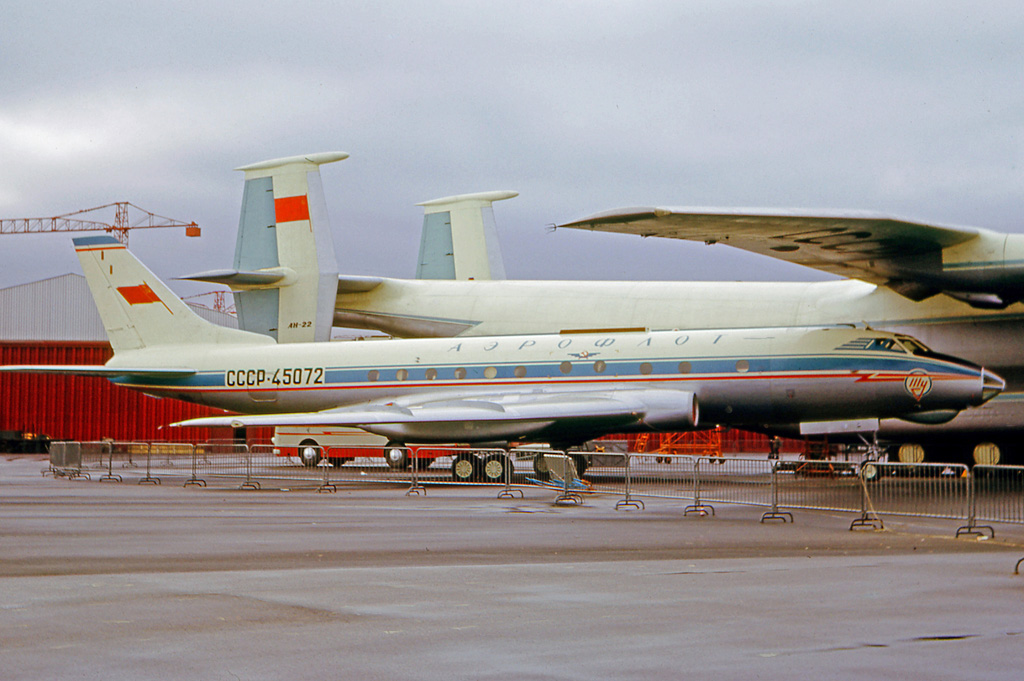
Tupolev Tu-124V společnosti Aeroflot v roce 1965

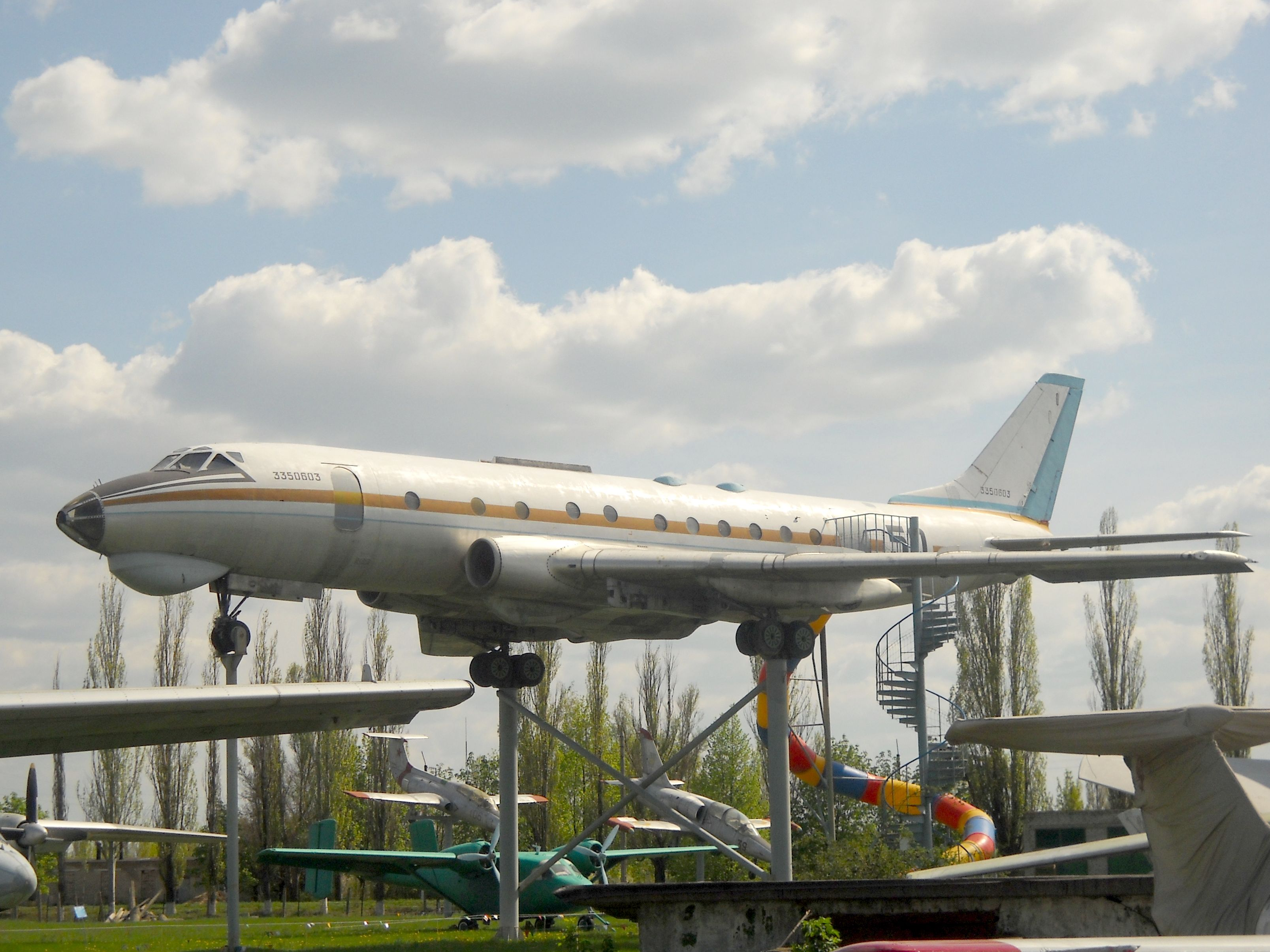
Tupolev Tu-124Š

Vylepšený Tu-124V mohl pojmout 56 cestujících místo 44 jako původní model, měl zvýšený dolet a maximální vzletovou hmotnost. Do služby vstoupil v roce 1964. Tu-124V společnosti Aeroflot byl vystaven v roce 1965 na pařížském aerosalonu. Navzdory nízké kupní ceně letadla (v roce 1965 uváděno 1,45 milionu dolarů) a nízkým provozním nákladům bylo vyvezeno pouze několik letounů – Československým státním aeroliniím (ČSA) a východoněmecké letecké společnosti Interflug, které se staly jedinými aeroliniemi, které nové Tu-124 mimo Aeroflot zakoupily. ČSA však své Tu-124 v roce 1973 prodaly a Interflug použil své tři Tu-124 jako alternativu k Iljušinu Il-62, v době kdy byly uzemněny kvůli technickým problémům. Všechny tři pak byly v roce 1975 prodány zpět do Sovětského svazu.
Tři draky letadel byly ve VIP konfiguraci dokončeny v roce 1966 a označeny Tu-124K. Nicméně Aeroflot je do služby nikdy neuvedl a byly zakoupeny indickým letectvem.
Množství bylo také prodáno k vojenským uživatelům, včetně sovětského letectva, které je používalo k výcviku navigátorů a také letectvu ČLR.
Celkem bylo postaveno 164 ks Tu-124. Problémy s bezpečností Tu-104 ovlivnily i osud Tu-124, ačkoli jejich spolehlivost byla o něco lepší. Výroba skončila v roce 1965 a Aeroflot posledních dvanáct Tu-124 vyřadil k 21. lednu 1980. Tu-124 pokračoval ve službě dalších pár let v sovětském letectvu a v Iráku, ale všechna letadla byla stažena z provozu před rokem 1990. Irácké stroje byly zničeny počátkem 90. let během války v Zálivu.
Zachovalo se několik Tu-124. Jeden je v muzeu státní letecké výrobní společnosti v Charkově (dříve továrna č. 135), další je v čínském leteckém muzeu Datangšan v Pekingu, další v muzeu v Moninu u Moskvy. Tu-124K je k vidění na letišti v Novém Dillí a vedle Státního muzea v Zoo v Laknaú. Šestý se nachází v muzeu v Uljanovské oblasti v Rusku.

### Soutěž v rámci RVHP
Německá demokratická republika se pokusila v rámci obchodního bloku RVHP konkurovat letounu Tu-124 s vlastním čtyřmotorovým letounem Baade 152. Návrh byl neúspěšný a Interflug později zakoupil vývojovou verzi Tu-124 s motory vzadu – Tupolev Tu-134.

### Služba u ČSA

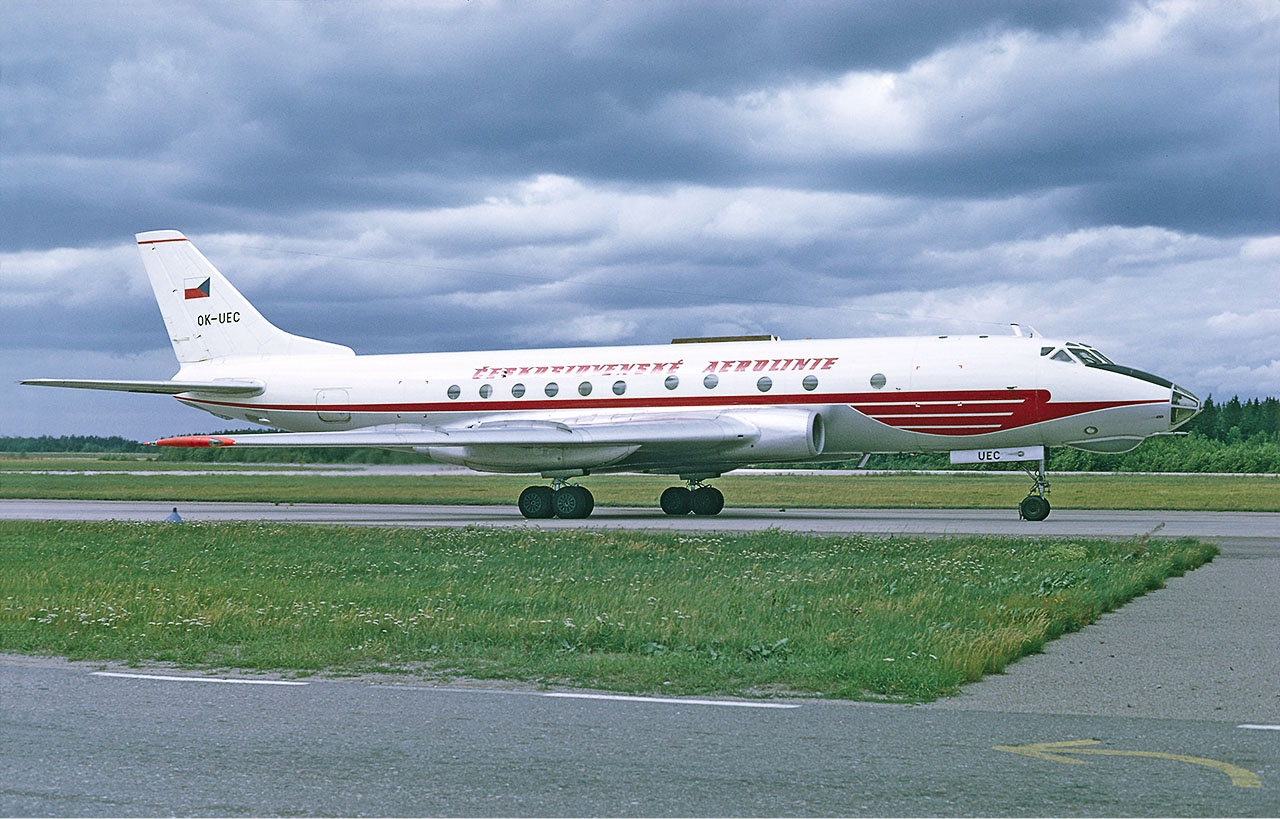
Tu-124 společnosti ČSA

Tři stroje Tu-124V vlastnily Československé státní aerolinie, v jejichž řadách „malá Tůčka“, jak byly přezdívány, létaly mezi lety 1964 a 1972. Nasazovány byly na krátké a střední evropské a vnitrostátní linky.
Tabulka podle L+K
| Poznávací značka | Výrobní číslo | Ve službě od       | Ve službě do   | Poznámka                                              |
| OK-TEA           | 4351503       | 13. listopadu 1964 | červen 1972    | „Mělník“, prodán do SSSR                              |
| OK-TEB           | 4351504       | 13. listopadu 1964 | 18. srpna 1970 | „CTX-66 Centrotex Praha“, po havárii v Curychu zrušen |
| OK-UEC           | 5351607       | březen 1965        | červen 1972    | „Mladá Boleslav“, prodán do SSSR                      |

## Varianty

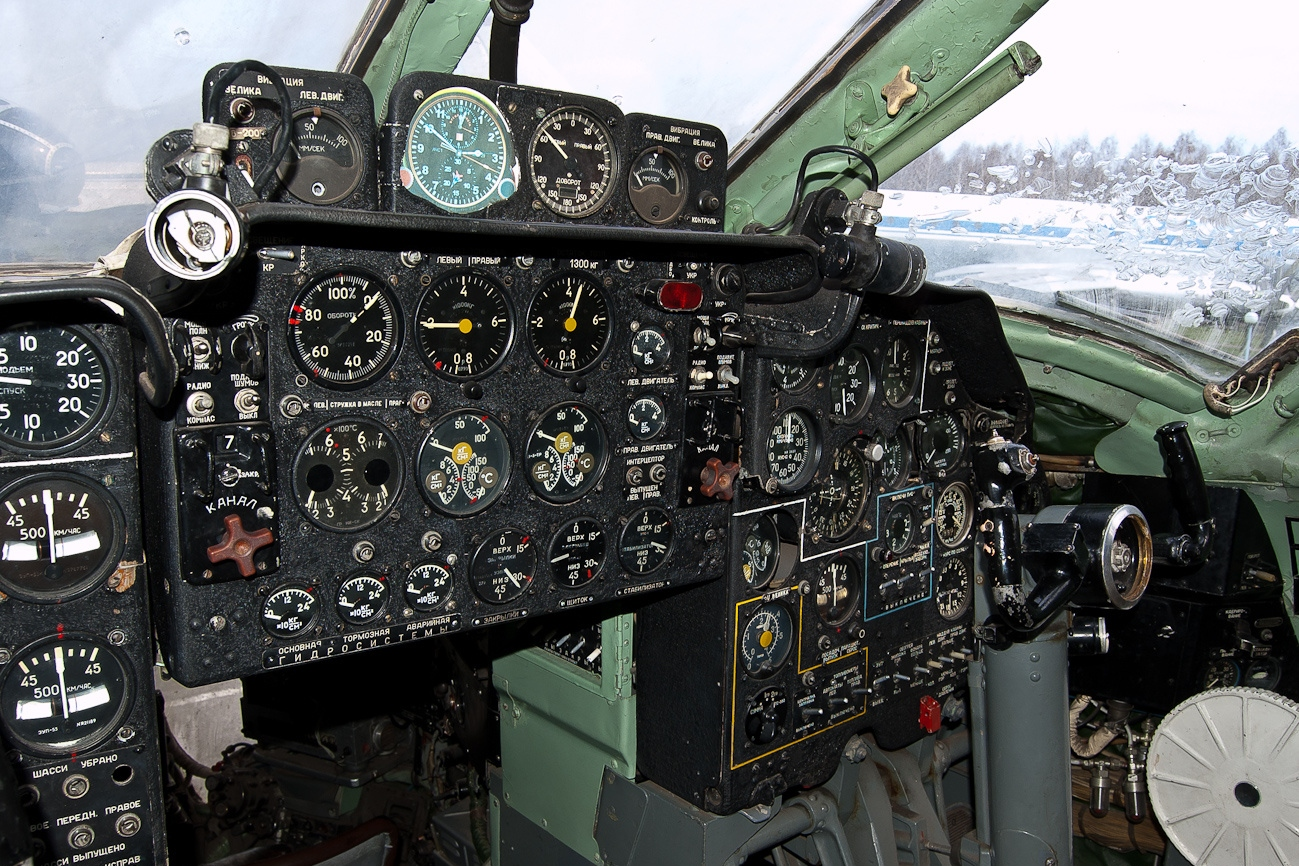
Kokpit Tu-124Š

- Tu-124 – první základní verze pro 44 cestujících, mezinárodní poptávka byla malá, protože většina zahraničních leteckých společností čekala na variantu Tupolev Tu-134
- Tu-124V – verze pro 56 pasažérů (vlastnily i ČSA)
- Tu-124B – tři prototypy s motory D-20P-125, výroba v roce 1963
- Tu-124K – smíšená doprava osob a nákladu (36 cestujících a až 6 tun nákladu)
- Tu-124K-2 – pouze pro nákladní dopravu
- Tu-124Š-1/Š-2 – vojenská varianta
- Tu-127 – zamýšlená vojenská transportní verze, nerealizováno.

## Nehody a incidenty
Celkem došlo ke ztrátě 16 strojů (včetně dvou iráckých, vybombardovaných v průběhu války v Zálivu v únoru 1991), což představuje asi 9% vyrobených strojů.

### Přistání na řece Něvě
21. srpna 1963, v 8:55, se po vzletu z tallinského letiště zablokoval u letounu Aeroflotu CCCP-45021 příďový podvozek v mezipoloze. Stroj byl místo cílového letiště v Moskvě přesměrován do Leningradu, kde pro něj připravovali nouzovou dráhu pro přistání na břiše. Mezitím stroj kroužil v malé výšce nad centrem města, spaloval palivo a posádka se po probourání do podvozkové šachy marně pokoušela vzpříčený mechanismus uvolnit. Není úplně jasné, jak se stalo, že si posádka nebyla včas vědoma nedostatku paliva, nicméně po zhasnutí obou motorů ve 12:10 musela volit nouzové přistání mezi mosty na řece Něvě (na mapě 59°55′23″ s. š., 30°23′56″ v. d.). Přistání bylo dokonale zvládnuté, nikdo z 45+7 osob na palubě nebyl zraněn. Byla to první ztráta letounu Tu-124.

### Let OK744
18. srpna 1970 vzlétl z Prahy letoun ČSA s imatrikulací OK-TEB na let OK744 do Curychu. Během klesání se objevily problémy s přetlakem v kabině a palubní mechanik musel řídit tlakování kabiny ručně. Za této situace zřejmě přeslechl pokyn pilota ke spuštění podvozku. Akustický varovný systém byl vypnutý. Chvíli nato, při přistání v 13:40 hod., letadlo dosedlo na břicho a klouzalo ještě 875 m po dráze. Nikdo nepřišel o život, zraněných bylo celkem 14+6 a letadlo bylo ztraceno.

## Specifikace (Tu-124V)

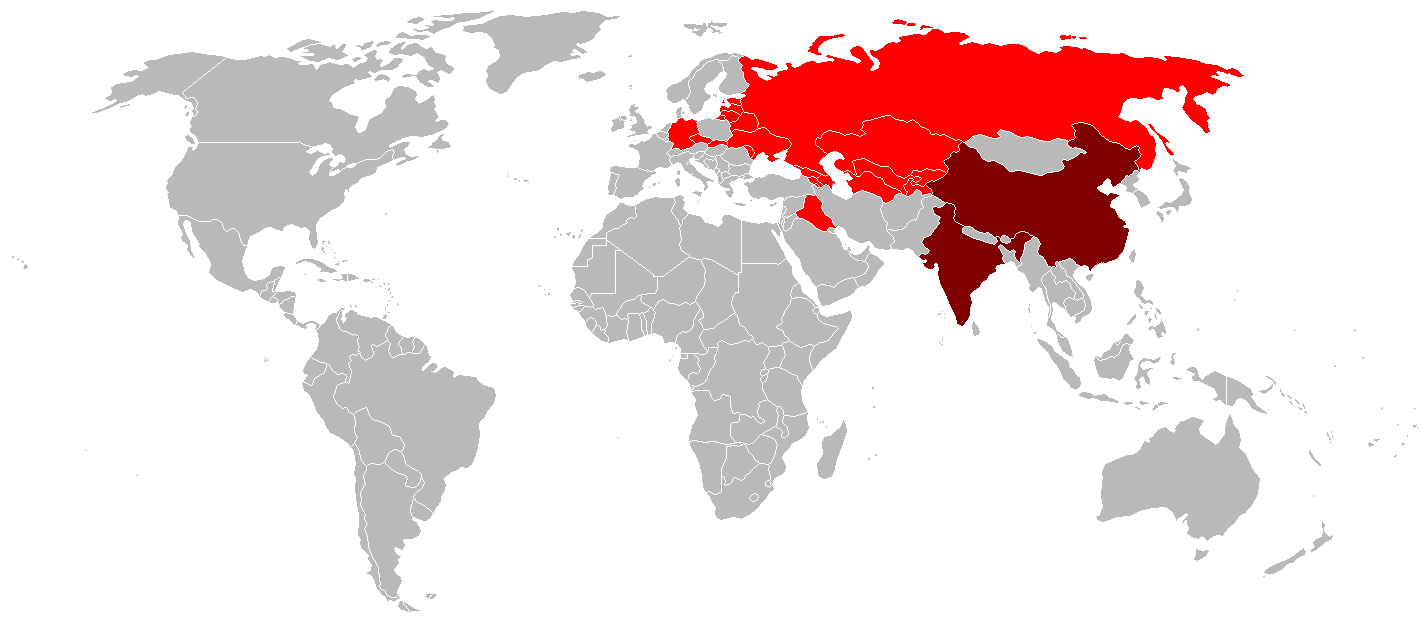
Uživatelé Tu-124 (tmavě červeně pouze armádní)

Podle L+K

### Technické údaje
- Osádka: 3
- Kapacita: 56 cestujících
- Rozpětí: 25,55 m
- Délka: 30,58 m
- Výška: 8,1 m
- Nosná plocha: 119,4 m²
- Hmotnost prázdného stroje: 22,5 t
- Maximální vzletová hmotnost: 38 t
- Pohon: 2× dvouproudový motor Solovjov D-20P, kždý o tahu 53,1 kN

### Výkony
- Maximální rychlost: 970 km/h
- Cestovní rychlost: 800–870 km/h
- Dolet: 2 100 km
- Dostup: 11 600 m
- Počáteční stoupavost: 12 m/s